# Lozano's grondel
Lozano's grondel (Pomatoschistus lozanoi) is een straalvinnige vissensoort uit de familie van grondels (Gobiidae). De wetenschappelijke naam van de soort is voor het eerst geldig gepubliceerd in 1923 door de Buen.